# Брольбах (приток Рейна)
Брольбах (нем. Brohlbach) — река в Германии, протекает по земле Рейнланд-Пфальц. Длина реки — 19,95 км. Площадь водосборного бассейна — 85,4 км².
Начинается в деревне Ханнебах на высоте 510,1 м. Течёт в восточном направлении через селения Оберциссен, Нидерциссен, Бургброль и Ягерхайм. Впадает в Рейн слева в 620 километрах от его устья в городе Броль-Лютцинг на высоте между 55,7 и 59,4 метра над уровнем моря.
Основные притоки — Пёнтербах (пр), Вассенахербах (пр), Глезер-Бах (пр), Виррбах (пр), Хеубах (пр), Бренкебах (пр), Дюренбах (лв), Перлербах (лв).
В долине Брольбаха есть потухшие вулканы, датируемые третичным периодом. Их следствием являются минеральные источники в долине Глезер-Баха.